# Manuel del Socorro Rodríguez
'Manuel del Socorro Rodríguez de la Victoria' (Bayamo, 3 de abril de 1758-Bogotá, 2 de junio de 1819) fue un bibliotecario, periodista, ensayista y poeta cubano radicado en la Nueva Granada. Fue uno de los más influyentes actores del movimiento ilustrado en la Nueva Granada, actual Colombia, y uno de los más destacados bibliotecarios del período colonial en América ya que es un punto de referencia obligado de la historia sobre el periodismo y la literatura neogranadina y su nombre está ligado al proceso de formación de la Real Biblioteca Pública. Ahora bien  es esencial señalar una biblioteca y un bibliotecario como elementos articuladores del flujo de creación y circulación discursiva en la sociedad neogranadina.
El perfil del bibliotecario Manuel del Socorro Rodríguez de la Victoria fue una pieza esencial en la formación del pensamiento ilustrado de la Nueva Granada, por el papel que él mismo y la Real Biblioteca Pública de Santa Fe, jugaron en la construcción de una conciencia sobre un pensamiento propio en el virreinato de Nueva Granada. Tras su arribo a finales del siglo XVIII a la Nueva Granada bajo el mandato del virrey José Manuel de Ezpeleta, se encargó de la dirección de la Biblioteca Real de Santafé de Bogotá, así como de la fundación de diversos periódicos, es por ello que se le considera el “el prócer del periodismo en Colombia”  su imagen como fundador del periodismo en la capital del Virreinato de la Nueva Granada, se debe a la publicación de las primeras hojas periodísticas y a su amor por las letras. Más allá de sus fronteras, una identidad como nación, un rol como ciudadano y una respuesta a las voces que veían con desdén la consolidación de una lectura del mundo en clave americana.
No obstante, su obra permitió inscribirlo dentro del proyecto ilustrado revolucionario de la Nueva Granada, y a su vez se convirtió en una fuente de información para entender la reforma educativa emprendida por el entonces fiscal Francisco Antonio Moreno y Escandón, el problema urbano y el de la salud entre otros.  Aparte de la poesía epigramática (compilada en diversos tomos que comprenden la obra Antología o Colección de Epigramas de la cual se conservan manuscritos inéditos en la Biblioteca Nacional de Colombia). Los demás textos de Manuel del Socorro Rodríguez resultan abiertamente documentales sobre elementos y formas de la vida cotidiana neogranadina y a la par presentan una crítica a las ideas políticas promovidas por La Revolución Francesa; así en su producción literaria se refleja “la crisis del pensamiento colonial español y la apertura a otras formas de pensamiento” Es necesario resaltar que su obra es uno de los principales hitos ilustrados en la construcción de la identidad republicana de Colombia, en la consolidación de un pensamiento propio a partir del cual fue posible inaugurar esa tradición jurídico-política republicana en Colombia.
La biografía de Manuel del Socorro es la síntesis de un hombre de su tiempo que tuvo necesidad de plegarse obedientemente a las reglas del sistema de gobierno monárquico y expresar el respeto por las figuras centrales de la Corona española, y luego del proceso de independencia su fervor republicano, reconfigurando dos posturas que se enfrentaban en la época: los valores del regalismo que predican la adhesión y obediencia por la Corona y el pensamiento americanista que propugnaba por la independencia de las colonias desde la consolidación de un pensamiento propio.

## Biografía

### Etapa en Cuba

#### Infancia y juventud
Hijo de don Manuel Baltasar Rodríguez y doña María Antonia de la Victoria, sus biógrafos Torre Revello, Otero Muñoz y Cacua Prada, quienes ubican su nacimiento hacia el lunes tres de abril de 1758 en Bayamo, Cuba  fue el último de tres hijos, de las cuales las anteriores eran mujeres como el único varón del matrimonio Rodríguez de la Victoria. Su padre  era maestro de primeras letras y ejercía también el arte de la escultura supliendo los gastos que se generaban en la familia; mientras que su esposa María Antonia de la Victoria era una modesta pero virtuosa ama de casa.Dada la condición de su familia, que no gozaba de abundantes bienes pero si de una gran estima entre los habitantes, el padre de la parroquia del Santísimo Salvador de Bayamo nombró a Manuel del Socorro cuando era pequeño como acólito de la iglesia de San Juan de Evangelista, permaneciendo en este cargo por seis años.Según lo refiere un relato biográfico de la época, Manuel del Socorro era un profundo cristiano, no solo en su rol de monaguillo sino en el de maestro que expresó siempre su piedad como buen católico. Igualmente, cultivó las artes plásticas sin tutores ni maestros, a tiempo que daba muestra de su amor por la lectura y su pasión por los libros, rasgos que estaban acompañados por un carácter de pedagogo y auto-didáctica El vicario Fontaine afirma su principal afición eran los libros, a cuya lectura y estudio dedicaba de noche, por cuanto las horas del día las consagraba a trabajar para el sustento de los suyos”. En ese mismo sentido el vicario Fontaine, citado por José Torre Revello advierte no tener un conocimiento y control sobre los libros y las lecturas de joven maestro, en una conducta que es perfectamente comprensible frente al control de creación y circulación de libros que ejercía el clero sobre los fieles: “sus estudios exponía a continuación como que han sido nocturnos y privados nadie puede dar razón individual de ellos; empero las obras que he visto, y que ha dado al público en esta Villa manifiestan que no son bulgares".
Su origen humilde y la muerte de su padre a los ocho años de edad marcaron el comienzo de una vida de sacrificios y vejaciones y el compromiso de velar por su madre y sus dos hermanas huérfanas. A raíz de esto  asumió la labor de formación de los menesterosos que acudían a la escuela de la iglesia de Bayamo. Durante cuatro años “se puso al frente de la escuela que dirigió su papá y en su propia vivienda habilitó unas piezas para aulas y allí enseñaba en forma gratuita a quienes no tenían recursos para ingresar a los planteles oficiales”. Sin embargo, la actividad no resultaba muy rentable y además tenía que responder con las cargas económicas de su hogar, por lo cual se vio obligado a abandonar la enseñanza. Posteriormente se dedicó al dibujo, la pintura, la talla y la escultura en madera de lo cual aún se conserva el altar barroco de la iglesia de Bayamo en 1771; como señala Antonio Cacua Prada, “Años después estos conocimientos pictóricos le suministraron los únicos denarios para su mísera subsistencia” En 1774 el Marqués de Guisa aseguró que el joven del Socorro contaba con una excelente reputación y le sugirió llevarlo a España pero éste se negó porque “según su conciencia no podía separarse de sus hermanas jóvenes”.

#### Traslado a Santiago de Cuba
Para 1780 decidió trasladarse junto con su familia a la ciudad de Santiago de Cuba en donde durante 1784 escribió para el rey un memorial de su vida en la que describía la preparación que tenía de “ciento setenta obras, breves discursos en prosa o en verso, y que por haber leído tan poco le hacían creer que eran ideas originales”; Igualmente aprovechó la comunicación para solicitar una pensión para él y su familia que además le permitiera concluir las obras.  Se trasladó a La Habana donde fue examinado por personas de literatura quienes finalmente autorizaron una pensión de 600 pesos para él, su madre, sus hermanas y para completar su producción literaria.
Nuevamente en 1789 escribió un memorial esta vez dirigido a Carlos III solicitándole un empleo literario, disponiéndose a presentar previamente un examen de bellas artes, literatura y ciencias; se le entregó el temario que debía responder en público en el Colegio del Real Seminario de San Carlos de la Habana,  para así demostrar su “idoneidad literaria”  autorizado por el capital general de la isla, Don José Manuel de Ezpeleta, con quien a partir de ese día se consolidó una generosa amistad.  Durante ese mismo año el gobernador Ezpeleta recibió noticia de su nombramiento como virrey de la Nueva Granada, por lo cual aprovechó para enviar a la Corona una extensa documentación sobre el resultado de las pruebas realizadas a Manuel del Socorro Rodríguez y “pidió licencia para traerlo a Bogotá cuando se trasladara a tomar posesión de su nuevo cargo”

### Etapa en el virreinato de la Nueva Granada

#### Cambio de destino a Santafé de Bogotá
El 11 de agosto de 1789 le fue autorizado el viaje a la Nueva Granada, a la ciudad de Santa Fe, sin embargo como lo manifestó en una carta del 12 de diciembre del mismo año su anhelo era trasladarse a Europa, pues según palabras del autor “únicamente [allí] se le podían facilitar los medios oportunos para instruirme bajo el método y formalidades que exigen el buen gusto literario poco conocido en las Américas, a causa de la inopia de libros, principalmente en aquella región de mi destino, y la imposibilidad de comprar, aún los pocos que vengan de Europa”.
Aproximadamente en junio de 1790 se embarcó hacia Cartagena, siguiendo el recorrido por el río Magdalena hasta Honda; finalmente arribó a la ciudad el 18 de octubre y al día siguiente se reunió con Ezpeleta quien le ofreció diversos cargos, pero el autodidacta cubano optó por el de director de la Biblioteca Real. Rodríguez se dedicó la vida a la biblioteca; no solo vivía allá, sino además pasaba todo el día leyendo y trabajando organizar la colección literaria de la biblioteca. Así Rodríguez fue muy intelectual y familiar con la literatura mundial; él tenía acceso a la literatura europea y a los otros textos periódicos del Nuevo Mundo.

#### Real Biblioteca Pública de Santafé de Bogotá
Tras la expulsión de la Compañía de Jesús de la Nueva Granada, quedaron 4182 libros con los cuales pretendía organizarse una biblioteca pública, así el 9 de enero de 1777 se abrió al público esta biblioteca ubicada en uno de los edificios donde funcionaba el Colegio de San Bartolomé; el 20 de octubre del mismo año Ezpeleta decretó a Manuel del Socorro Rodríguez como director de la biblioteca, tras la muerte de Joaquín Esguerra. Respecto al sueldo le correspondían $224.00 anuales según afirmación de José María Vergara y Vergara, quien anotó: “Este dato lo he sacado de un antiguo expediente sobre la fundación de la Biblioteca, y se confirma con lo que dice a guía de forastero de Santafé, correspondiente al año de 1794, folio 81”

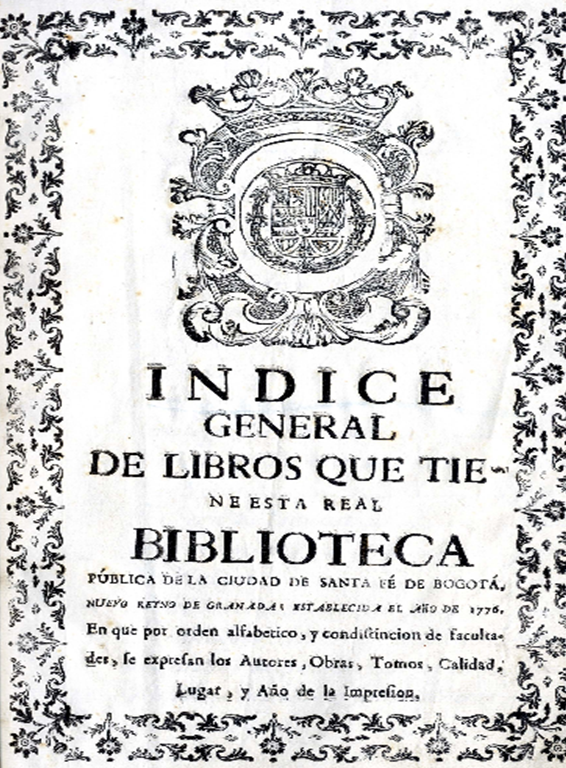
Portada del índice que realizó Manuel del Socorro Rodríguez sobre los libros de la Real Biblioteca Pública de Santafé.

Uno de los proyectos más destacados llevados a cabo por el bibliotecario fue la Tertulia Eutropélica definida por el mismo Rodríguez de la Victoria como “una junta de varios sujetos instruidos, de ambos sexos bajo el amistoso pacto de concurrir todas las noches a pasar tres horas de honesto entretenimiento, discurriendo sobre todo tipo de materias útiles y agradables”. Dentro de los asistentes a la tertulia se encontraban entre otros don José María Gruesso, don Francisco Antonio Rodríguez y fray José María Valdés, los tres oriundos del Cauca. No obstante, en su misión formadora la fundación de periódicos y la actividad de la tertulia, serían piezas claves. Para reafirmar su imagen como fundador del periodismo en la capital del Virreinato de la Nueva Granada, se le debe la publicación de las primeras hojas periodísticas y a su amor por las letras, aunque ello no hubiera sido posible sin el apoyo decidido de su amigo el virrey Ezpeleta, un ilustrado que siempre favorecía la cultura y las artes en general. Gracias a sus buenos oficios y a los constantes informes del virrey, Manuel del Socorro obtuvo algunas partidas, aumentos de sueldo, dinero, para seguir su labor y para la compra de algunos libros con destino a la Real Biblioteca.
Como parte de este perfil biográfico es necesaria una breve semblanza de sus obras más importantes, por una parte la creación del Papel periódico de Santa Fe, y las demás publicaciones periódicas y por la otra la Tertulia Eutrapélica, ambas vehículos para el cultivo de las letras y la circulación de los valores ilustrados en dos dimensiones, en primera instancia en el marco del proyecto regalista y luego del americanismo que favoreció la causa independentista.

#### Cese de circulación delPapel Periódico
El 3 de enero de 1797, el virrey Don José de Ezpeleta fue sustituido por el nuevo virrey, Pedro de Mendinueta. El Virrey Ezpeleta se trasladó a la ciudad de Cartagena, y como resultó del perdido de su amigo en el Nuevo Granada, Manuel del Socorro Rodríguez se quedó sin empleo en la biblioteca. El 6 de enero de 1797, el No. 265 del Papel Periódico de Santafé de Bogotá se publicó como la última edición. De allí, don Manuel se dedicó a escribir obras poéticas y memorias aunque no más ocupó la posición de periodista ni de bibliotecario.

#### Periodo final y muerte
Además de encargarse de las diversas publicaciones periódicas, durante la última década del siglo XVIII se preocupó por fundar una especie de instituto docente gratuito, similar al que tenía en Bayamo. Allí dictaba diversas cátedras, entre estas lecciones de educación teológica-política, lecciones de historia sagrada eclesiástica, de mitología griega y romana, estudios de elocuencia y poesía, así como clases de geografía, historia natural y física, estudios sobre lengua castellana, principios de griego y hebreo e incluso estudios sobre la lengua mozca de lo cual aseguró “aprendí con sumo trabajo, válido de la Gramática de dicho idioma, que encontré en esta Biblioteca, con el objeto de metodizar y dar a luz unos manuscritos trabajados por dos misioneros de la extinguida compañía, que también existen en esta biblioteca”. Cabe destacar que mientras estuvo al frente de la Biblioteca Pública realizó una obra activa como bibliotecario y muchos jóvenes pudieron enriquecer su espíritu en virtud a la decidida vocación que sintió por los libros. Aunque adelantaba sus labores con empeño, su meta era España, porque tenía claro su deseo de cursar estudios en centros más adelantados del Viejo Mundo, por eso insistía sobre su traslado a la Corte para completar su formación, razón por la que en el epistolario del Bibliotecario abundan las peticiones negada, sobre su visita a España y la provisión de recursos para sostener a su familia primero, luego a la Biblioteca, y en el ocaso de su vida para él mismo Sin embargo, en su trabajo en la Real biblioteca rápidamente se puso al frente de la labor formadora de los neogranadinos, en especial en construcción de un nuevo canon sobre la literatura americana.
Manuel del Socorro Rodríguez se dedicó a escribir sus Memorias después de que perdió su posición como bibliotecario. Desafortunadamente, estas memorias se desaparecieron de la biblioteca y nunca se encontraron, esto da cuenta de que la preocupación del autodidacta cubano por contribuir a la ilustración de los habitantes de Santafé no se limitaba a la publicación periódica, sino a acciones más concretas como las cátedras.
Tras el grito de independencia de 1810 el nuevo gobierno no estaba en capacidad de mantener el sueldo de Manuel del Socorro Rodríguez como bibliotecario, así que sin remuneración se vio obligado a abandonar su oficio de editor y limitarse a vivir de la caridad pública, contando particularmente con la ayuda de la familia Álvarez Lozano y con lo que recibía por la venta de dibujos a pluma. Durante ese periodo perteneció al Colegio Electoral de Cundinamarca como miembro del poder legislativo; cercano a las ideas de Antonio Nariño, el 9 de enero de 1813 durante el intento del general Antonio Baraya por hacer reconsiderar a Nariño la decisión de constituir el poder de manera centralista, escribió un memorial en el que aseguraba que “amando con todo su corazón esta patria adoptiva para él, le dolía ver que iba a correr la sangre de sus hijos en una batalla fratricida; que para que este sacrificio se evitará, él proponía desafiarse en singular combate con uno de los campeones del ejército contrario, a fin de decidir de este modo la contienda”.
El 29 de abril del mismo año participó junto a Nariño en la siembra de un árbol en la plaza central de Santafé de Bogotá, motivo por el cual escribió los siguientes versos:
```
    
Cantemos al Señor de las naciones

    
Himnos de paz, gratitud y gozo;

    
Bendigamos el brazo poderoso

    
Que rompió de sus pueblos las prisiones
[
8
]
```

Durante el periodo de reconquista, en mayo de 1816 tuvo que responder a las denuncias de Pablo Morillo quien lo acusó de prestar servicios intelectuales a los precursores de la revolución por haber redactado La Constitución Feliz. Después de dos días de arresto Morillo acudió a entrevistarse en persona con Rodríguez quien lo sorprendió al tener colgado en el salón principal de la biblioteca donde vivía,  un retrato de Fernando VII, al notar esto el pacificador lo perdonó, según cuenta Gustavo Otero Muñoz. Aparte de las demás publicaciones ya mencionadas dejó inédito el folleto El Reino Feliz , fundado sobre los principios de la verdadera filosofía, que tenía por objetivo “fortalecer a los espíritus débiles y prevenir a los jóvenes incautos contra los crueles asaltos de esa filosofía misantrópica, que, bajo el velo de la hipocresía artificiosa, pretende erigirse un imperio universal sobre las ruinas de la justicia, de la libertad y de la inocencia”. Finalmente murió el 2 de junio de 1819 en su habitación al interior de la biblioteca donde vivió por cerca de treinta años a los 63 años de edad; coinciden sus biógrafos en que lo encontraron “vestido con el humilde sayal de los hijos de San Francisco. Apoyada su cabeza sobre dura piedra, estrechando en sus manos un rústico símbolo de la redención humana”. El 3 de junio fue sepultado en la iglesia de la Candelaria en Bogotá.

## Obra periodística

### El Semanario(1791)
El 1° de enero de 1791 apareció por primera vez en Bogotá El Semanario, fundado por el Virrey Ezpeleta y dirigido por Manuel Del Socorro Rodríguez. Sobre la publicación no se ha encontrado ningún ejemplar impreso, solamente la mención que se hace Don Carlos Manuel Trelles y Govín en su Ensayo de Bibliografía Cubana de los siglos XVII y XVIII.

### Papel Periódico de la Ciudad de Santafé de Bogotá(1791-1797)
El Papel Periódico de la ciudad de Santafé de Bogotá  apareció por primera vez el miércoles 9 de febrero de 1791, su modelo de impresión era la de cuadernos pequeños de ocho o más páginas que podían ser agrupados por tomos; estaba inspirado en las gacetas que circulaba en Lima, México y España. La primera entrega del Papel contaba con el título “communis utilitas societatis maximun est vinculum” y fue modificándose conforme fueron apareciendo nuevas ediciones. Contaba con alrededor de 400 suscriptores al interior del país, entre ellos el Virrey y el Arzobispo. Colaboraron con éste proyecto Francisco Antonio Zea (quien escribía con el seudónimo de Hebephelio), Luis de Astigarraga quien escribió una “Disertación sobre la agricultura dirigida a los habitantes del Nuevo Reino de Granada”, José Celestino Mutis con su publicación “El arcano de la Quina”, Francisco Javier Matiz con el artículo “El guaco como remedio para la mordedura de serpientes” y los payaneses Fray Vicente Gil de Tejada, Fray José María Valdés, José María Gruesso y Francisco Antonio Rodríguez, entre otros.  El 10 de febrero de 1972 Rodríguez abrevió el nombre de la publicación a Papel Periódico de Santafé de Bogotá y tras una pausa en el N° 85 (correspondiente al 5 de octubre de 1792) retomó la impresión del periódico el 19 de abril de 1793, pero ahora en la Imprenta Patriótica del Regidor Antonio Nariño. El periódico se publicó hasta el 6 de marzo de 1797 y contó con 265 números, su duración correspondió con el periodo de Ezpeleta como virrey.
Al concluir con la publicación del Papel Periódico de Santafé Manuel del Socorro se dedicó a anotar y repasar los libros que constituían la Real Biblioteca Pública de Santafé de Bogotá, actual Biblioteca Nacional de Colombia y a escribir sus Memorias y versos de distintos géneros dedicados a los conventos de monjas. Así, en 1802 escribió el libro de Historia Fundación del Monasterio de la Enseñanza, de monjas benitas, llamadas esclavas de la virgen, establecidas en la ciudad de Santafé de Bogotá que además permaneció bastante tiempo inédita en la Biblioteca Nacional.  Existe todo un debate alrededor de si el Papel Periódico de Santafé  fue realmente el primer periódico publicado en Santafé. Respecto a esto José Manuel Jaimes Espinosa . anota que La Gazeta de Santa Fe de Bogotá publicado en 1758 fue realmente el primer periódico que se publicó en la Nueva Granada en la imprenta de don Antonio Espinosa de los Monteros junto con la colaboración de algunos religiosos dominicos y franciscanos, igualmente sostiene el autor que Rodríguez de la Victoria “vino a utilizar la imprenta que don Antonio Espinosa de los Monteros ya tenía en funcionamiento y nada menos que con la experiencia de haber sido el impresor de La Gazeta años atrás”.  Sobre el lugar del editor cubano sostiene que su papel fue el de bibliotecario convertido en periodista que solamente publicó el periódico durante el gobierno de Ezpeleta y resalta que su verdadero "tino" estuvo en haber trabajado conjuntamente con Zea, Mutis y Caldas. Por otro lado Gustavo Otero Muñoz defiende la posición del Papel Periódico Ilustrado como el primer periódico colombiano, y lo considera así por la periodicidad de las publicaciones y el contenido general que se abordaba.
En esta publicación los asuntos relativos a la Ilustración se trataban con familiaridad, lo cual se evidencia en el hecho de que a partir de la primera publicación se presentará a la razón como principio universal, afirmando que todas las acciones de los hombres debían “ser ilustradas por ese rayo celestial con que ha sido ennoblecida su naturaleza”.
Así, su visión del conocimiento partía de los presupuestos del reformismo borbónico en el cual el periódico jugaba un papel indispensable en el proyecto civilizatorio de los territorios ultramarinos; en sus propias palabras el objetivo del Papel periódico era presentar una especie de historia suelta de quanto [sucedía] cada día [para] comunicar al público aquellas cosas que [podían] servirle de alguna instrucción, exemplo ú otros objetos de utilidad . 3 de junio de 1791.

### El Redactor Americano(1806-1809)
En 1803 arribó a la Nueva Granada el nuevo Virrey Antonio José Amar y Borbón, quién se mostró interesado en patrocinar la fundación de un nuevo periódico. De esta manera, nuevamente Manuel del Socorro Rodríguez se ofreció a la dirección del mismo mostrándose dispuesto a “contribuir con sus cortas luces a cuanto es beneficio común, honor de la patria y servicio de ambas majestades”. El proyecto se materializó el 6 de diciembre de 1806 con un grabado en la primera página constituido por una viñeta formada por una máscara con una pluma en la boca con la frase <<Disfraz y pluma de todos>>, jeroglífico que indicaba “Franquicia de escribir por este conducto cuanto fuere útil al público, según el plan prospecto”. Allí registró los boletines de la campaña de don Santiago Liniers  quien comandaba las tropas españolas en el Río de la Plata en contra de los ingleses, noticias sobre el movimiento nacionalista en España durante la invasión francesa. El Redactor Americano desapareció después de tres años y finalizó con la publicación de un gran volumen que contenía algunos números del Papel Periódico del Redactor Americano y del Alternativo del Redactor Americano.

### El Alternativo del Redactor Americano(1807-1809)
El 27 de enero de 1807 se imprimió la primera edición de El Alternativo del Redactor Americano, como suplemento mensual inicialmente, que más tarde se convirtió en una publicación quincenal en la que aparecían artículos instructivos, disertaciones filosóficas y algunos poemas del mismo Manuel del Socorro Rodríguez. La mayoría de artículos eran de autores anónimos o estaban firmados por seudónimos, por ejemplo el seudónimo de Rodríguez era Patricio Leal. Los primeros cinco números contenían comentarios sobre patriotismo a manera de preparación para los levantamientos que se venían gestando. El periódico desapareció a la par del Redactor Americano

### La Constitución Feliz(1810)
En el marco de las ideas emancipadoras que venían gestándose entre las élites que promoverían el levantamiento del 20 de Julio, Manuel del Socorro acogió dichos planteamientos mostrándose a favor de la revolución. Así comenzó la redacción de La Constitución Feliz que operó como periódico oficial de la Junta Suprema, del cual solamente apareció un número en el que se presentaban datos curiosos sobre las novedades ocurridas en la muy noble ciudad de Santafé de Bogotá, desde la tarde del 20 de julio de 1810 hasta el 17 de agosto del mismo año. Apunta Gustavo Otero Muñoz en su homenaje al Segundo Centenario del nacimiento de Rodríguez de la Victoria que “aquella literatura no era la más apropiada para despertar el entusiasmo patriótico en las muchedumbres, y comprendiéndolo así la Junta, suspendió la publicación de Rodríguez y encomendó a Caldas y a Camacho la del Diario Político, que apareció diez días después”.

## Obra poética

### Lugar en la poesía neoclásica neogranadina
A pesar de que Manuel del Socorro Rodríguez es muy reconocido por su labor en la edición de papeles periódicos, como literato y bibliotecario, lo es menos como poeta. La mayor parte de su trabajo poético no fue publicado en vida. Aunque era un escritor y erudito talentoso, nunca fue reconocido a causa de su identidad mestiza y sus orígenes familiares humildes.  
El empleo generalizado del género epigramático fue típico del movimiento neoclásico en la literatura. Los autores del movimiento neoclásico intentaban seguir las pautas de forma, estilo, tono y temas de la poesía clásica. El epigrama se encontraba muy extendido en la poesía clásica de Grecia y, por lo tanto, se convirtió también en un subgénero central del neoclasicismo poético. Con respeto a la temática, la poesía neoclásica se centra en torno el racionalismo y el didacticismo. Como bibliotecario y amante de la literatura europea, Manuel del Socorro Rodríguez participa en el movimiento neoclásico a través de su poesía. Esta es la razón de su recurrencia en el uso de la forma epigramática. La poesía de Manuel del Socorro Rodríguez se alinea con las normas de la poesía neoclásica, es decir, emplea el racionalismo y el didacticismo como parte de una crítica de la sociedad colonial. Sin embargo, el neoclasicismo fue un movimiento principalmente de autores blancos, era considerado como un género noble con mérito académico e intelectual. Por eso, Manuel del Socorro Rodríguez no fue considerado un miembro del movimiento neoclásico de la Ilustración en la Nueva Granada.

### “La antología o colección de epigramas sobre todo género de asuntos así literarios, como políticos, morales, etc.” (181?)
Aunque no se cuenta con una fecha exacta, Manuel del Socorro Rodríguez de la Victoria debió terminar de escribir “La antología o colección de epigramas sobre todo género de asuntos así literarios, como políticos, morales, etc.” en la década de 1810. Fue publicada bajo el título de Fundación del Monasterio de la Enseñanza: epigramas y otras obras inéditas o importantes,  por la Empresa Nacional de Publicaciones, en Bogotá en 1957, más de 150 años después de que fuera terminada de escribir. La obra poética de Rodríguez estaría conformada por cinco libros, de los cuales han sido editados el IV y el V; de los otros tres se tiene noticias en Colombia, y se supone que los manuscritos reposan en los Archivos de Indias, en España. De estos dos tomos Carlos Orlando Fino Gómez en un artículo decidió estudiar, para el IV, puesto que contiene una introducción crítica escrita por el autor. Dicho volumen está compuesto por un total de 336 epigramas.
Los poemas incluidos en esa colección son epigramas: poemas cortos y agudos que tienen una estructura semejante a un soneto. En comparación con las obras periódicas, las poesías de Rodríguez de la Victoria permiten una aproximación más personal a su mentalidad. Los poemas tratan de sus concepciones sobre el gobierno, las creencias cristianas y su amor por la literatura. Rodríguez de la Victoria emplea la poesía epigramática para criticar agudamente las instituciones instituciones sociales de su tiempo y las ideas ilustradas que le fueron contemporáneas. En su trabajo periodístico, Rodríguez de la Victoria estaba sujeto a las reglas de la censura, tanto de la Corona como de la Iglesia. En realidad, su reverencia del cristianismo y su glorificación del Imperio español son las razones por las que asciendo a su posición como escritor de cierta notoriedad. Esta colección contiene cientos de epigramas de Manuel del Socorro Rodríguez y provee una visión de la vida colonial de un autor mestizo en las Américas.

## Historia y pensamiento americanista en su obra
Tanto en El papel Periódico de la ciudad de Santafé de Bogotá, El Redactor Americano como en El Alternativo del Redactor Americano Manuel del Socorro hizo evidente su interés por el panorama político pero también por la historia y la crítica literaria; además de dar cuenta del clima intelectual del momento, esta tendencia evidencia “un alto grado de desarrollo de conciencia histórica exhibido en apologías, rasgos, satisfacciones, discursos, retratos y disertaciones”. Ejemplos de ello son la “Satisfacción a un juicio poco exacto sobre la literatura y buen gusto, antiguo y actual de los naturales de la ciudad de Santafé de Bogotá ”. Igualmente se preocupó por la comprensión de la configuración de América, dando cuenta de la “toma de conciencia de la particularidad de lo americano” que expone en los ensayos que aparecen en El redactor Americano titulados “Disertación sobre las naciones americanas” y “Quadro filosófico del descubrimiento de la América”. En el marco de estos ensayos se opone a las ideas particulares existentes sobre América, como los prejuicios raciales, las características del clima que resultaban un impedimento para la actividad intelectual y los aspectos de la cultura que configuraban a la raza americana como inferior y degenerada.
Por otro lado este tipo de publicaciones dan cuenta de un fenómeno general en centro y sur América, caracterizado por la aparición de diversos proyectos de prensa que incluso notificaban la existencia de periódicos parecidos. De esta manera, el  Mercurio Peruano notificó en la publicación de 1791 la aparición de un nuevo periódico en Santafé de Bogotá señalando que “ en aquella capital hay patriotas, hay literatos, que emulando la felicidad de nuestra patria, o coincidiendo fortuitamente en la empresa de sus Periódicos, han emprendido la publicación de un folio volante, sin más nombre propio que el de Papel Periódico de la ciudad de Santafé de Bogotá”
El lugar de Manuel del Socorro Rodríguez en el panorama colonial incluso permite problematizar la construcción de un canon literario latinoamericano en el cual los autores no europeos o mestizos, resultaban de difícil aceptación. Señala Sedeño Guillén que incluso Francisco Javier Caro (bisabuelo español de Miguel Antonio Caro) levantó una crítica racista en contra de Socorro Rodríguez por su condición de “mestizo cubano, en la que aseguraba que sus facultades mentales eran “opacas”; esta se convirtió en el “corpus textual y crítico de la muy influyente Antología de poetas hispano-americanos (1893-1895) editada por Menéndez y Pelayo con el patrocinio de la Real Academia Española, en celebración del cuarto centenario del «descubrimiento» de América”.